# غالبا (أغنية)
«غالباً» (بالإنجليزية: Often)‏ أغنية للمغني الكندي ذا ويكند. الأغنية صدرت في يوليو 31, 2014 كأغنية منفردة من ألبومه الثاني الجمال وراء الجنون (2015). الأغنية وصلت إلى المرتبة 59 في بيلبورد هوت 100 و 69 في كندا هوت 100.

## الأداء التجاري
في الولايات المتحدة الأمريكية, «غالباً» وصلت إلى المرتبة 59 في بيلبورد هوت 100 و مرتبة 69 في كندا هوت 100.

## الأستقبال النقدي
الأغنية فازت بجائزتين بحفل 2015 Much Music Video Awards, فيديو السنة وأفضل فيديو بوب.

## ريمكس
الريمكس الرسمي للأغنية يحتوي على مقطع صوتي إضافي بواسطة ريك روس و سكول بوي كيو

## قائمة الأغاني
تحميل رقمي
| #  | عنوان           | المدة |
| -- | --------------- | ----- |
| 1. | "غالباً (Often)" | 4:10  |

## الرسم البياني
| رسم بياني عام (2015)                      | المرتبة |
| ----------------------------------------- | ------- |
| كندا                                      | 69      |
| السويد                                    | 55      |
| هولندا                                    | 96      |
| النرويج                                   | 12      |
| المملكة المتحدة                           | 65      |
| المملكة المتحدة للريذم أند بلوز           | 13      |
| الولايات المتحدة بيلبورد هوت 100          | 59      |
| الولايات المتحدة للريذم أند بلوز وهيب هوب | 15      |

## الشهادات والمبيعات
| المنطقة          | الشهادة          | المبيعات  |
| ---------------- | ---------------- | --------- |
| كندا             | أسطوانة ذهبية    | 5,000     |
| الولايات المتحدة | أسطوانة بلاتينية | 1,000,000 |

## تاريخ الصدور
| المنطقة          | التاريخ        | الصيغة     | الشركة المنتجة |
| ---------------- | -------------- | ---------- | -------------- |
| الولايات المتحدة | يوليو 31, 2014 | تحميل رقمي | إكس أو ريبببلك |